# Fontanka

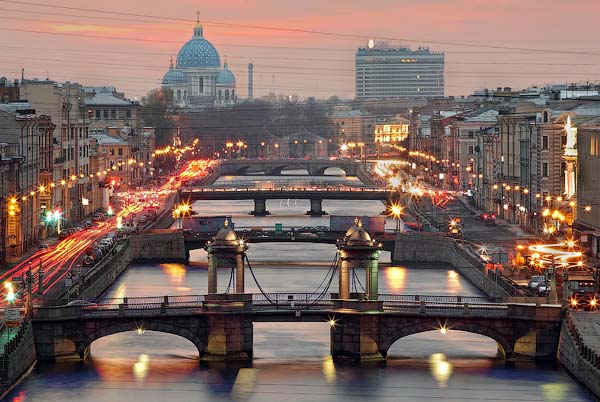
O Fontanka é um dos mais conhecidos canais da Europa.

O Fontanka (em russo: Фонтанка) é um canal, afluente do rio Neva, que corta o centro da cidade de São Petersburgo pelo Almirantado. Tem comprimento de 6,7 quilômetros, 70 metros de distância entre uma borda e outra e uma profundidade máxima de 3,5 m.